# تهدید مدارس دینی
تهدید مدارس دینی(به انگلیسی: Faith School Menace) یک مستند تلویزیونی از ریچارد داوکینز است که به بررسی آثار مخرب مدارس دینی در بریتانیا، بر روی دانش آموزان به طور خاص و بر جامعه به طور عام، می‌پردازد.
نخستین پخش این برنامه در ۱۸ آگوست ۲۰۱۰ به روی آنتن شبکه مورفور(به انگلیسی: More4) رفت.